# Niederbruchhausen
Niederbruchhausen ist ein Ortsteil der Gemeinde Much im Rhein-Sieg-Kreis. 

## Lage
Niederbruchhausen liegt auf den Hängen des Bergischen Landes. Nachbarorte sind Hohr im Osten, Scheidhof im Westen und Oberbruchhausen im Nordwesten. Nördlich von Niederbruchhausen liegt der Kreizhof. Der Ort ist über die Bundesstraße 56 erreichbar.

## Geschichte
Der Ort wurde 1502 erstmals urkundlich erwähnt.
1820 hatte Niederbruchhausen 29 Bewohner.
1901 hatte der Weiler 40 Einwohner. Verzeichnet waren die Haushaltsvorstände Zimmermann Peter Josef Bonrath, Ackerer Adolf Rauschendorf, Schuster Peter Siebertz, Ackerer Joh. Stommel, Schreiner Joh. Teuten, Näherin Maria Tillmann und Ackerer Peter Josef Tillmann.